# São Gonçalo (Sousa)

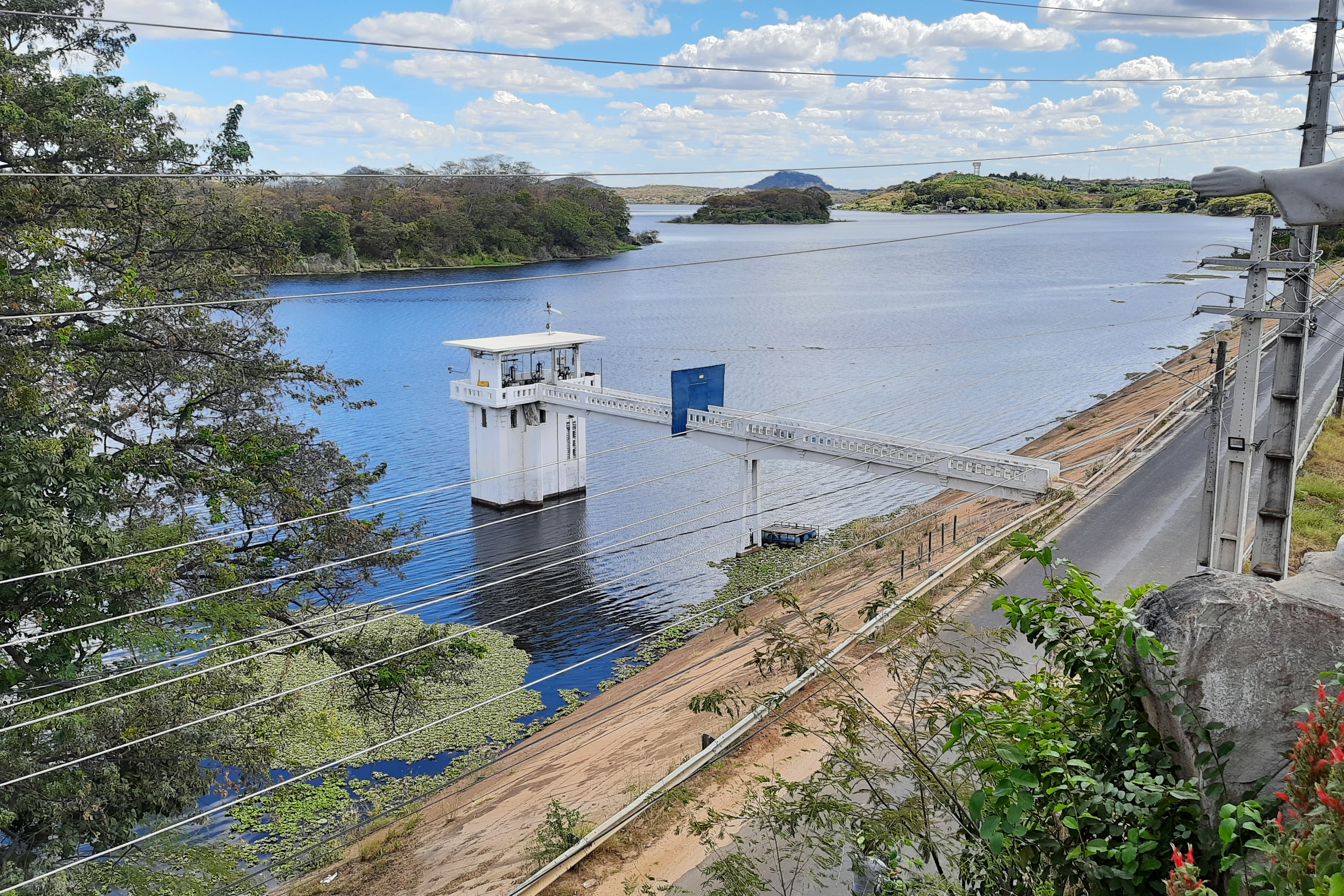
O Açude São Gonçalo com o píer em primeiro plano

São Gonçalo é um distrito de Sousa, município do interior do estado da Paraíba, Brasil.
Situado às margens da rodovia federal BR-230, na bacia hidrográfica do Rio Piranhas, o distrito de São Gonçalo está localizado a 15,6 km da zona urbana de Sousa e a 449 km de João Pessoa, capital da Paraíba, e possui relevo suave a ondulado, com a predominâncias de solos aluvionais, caracterizados pela sua profundidade e textura formada por areia ou argila.
No distrito se localizam o perímetro irrigado de São Gonçalo, implantado em 1972; a Escola Agrotécnica Federal de Sousa; o Açude São Gonçalo, com capacidade para 40 582 277 m³, projetado por engenheiros vindos dos Estados Unidos, o açude fora construído, na sua maior parte, nas terras de uma das mais antigas famílias do interior do Ceará, a Família Elias Ferreira Douétts, de Umary, e a Srta. Mariana da Conceição Ferreira Douétts, a época, os representava com terras de onde hoje se localiza a cidade de Marizópolis ao Distrito São Gonçalo, que por curiosidade, também é o padroeiro da citada família e cidade de Umary – CE. A construção iniciou em 1922 e sua inauguração em 1936, contou com a presença do presidente Getúlio Vargas; e a estação do Instituto Nacional de Meteorologia (INMET) do município de Sousa, em operação desde 8 de outubro de 1938.
Possui sua economia baseada nas culturas irrigáveis de banana e coco e é uma das principais atrações turísticas do sertão paraibano. Além do açude São Gonçalo, destacam-se o Santuário Nossa Senhora de Lourdes (em uma gruta), que atrai grande quantidade de fiéis anualmente, e o Restaurante Catete São Gonçalo, que oferece como principal prato típico o tucunaré.

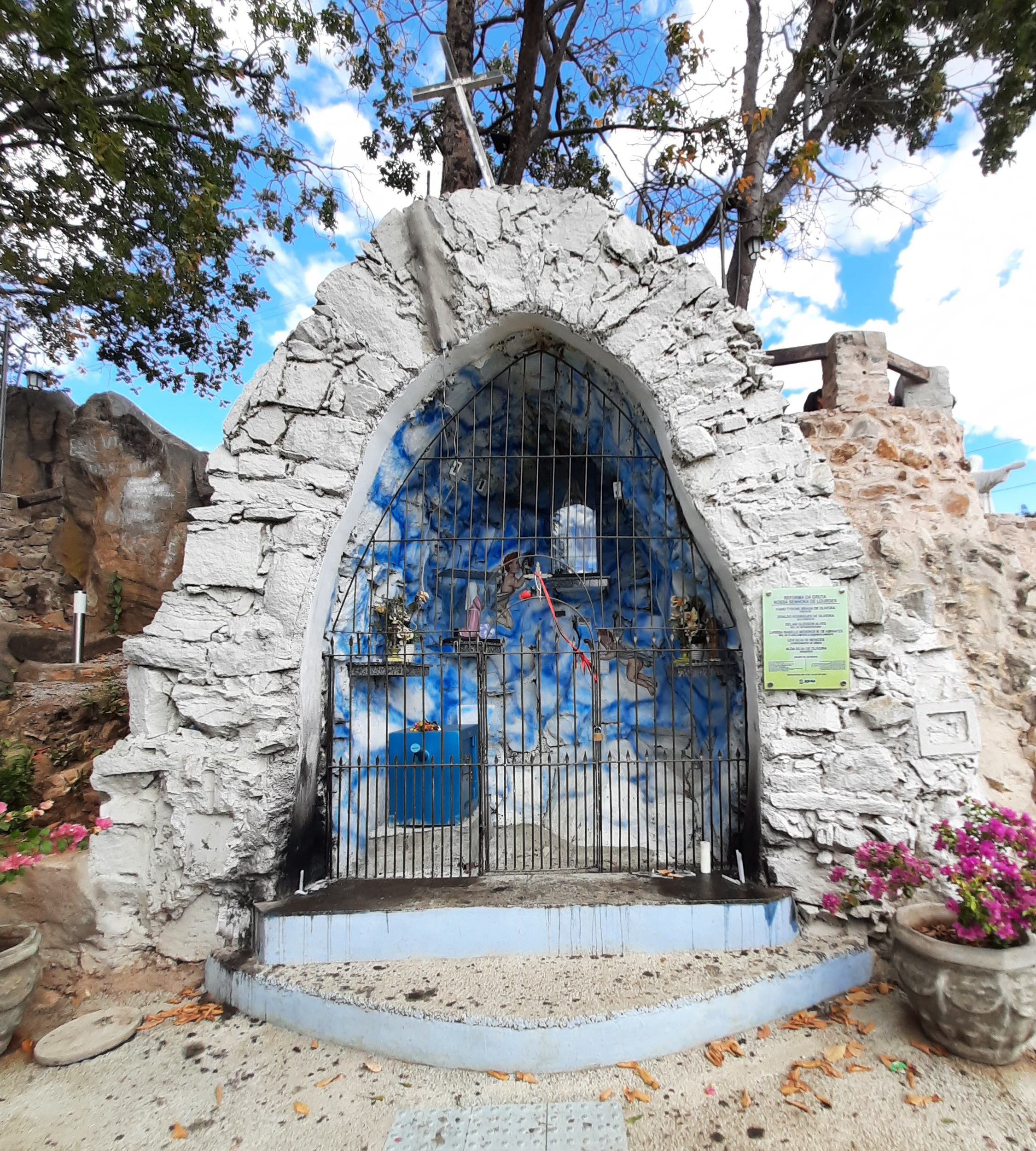
Gruta de Nossa Senhora de Lourdes
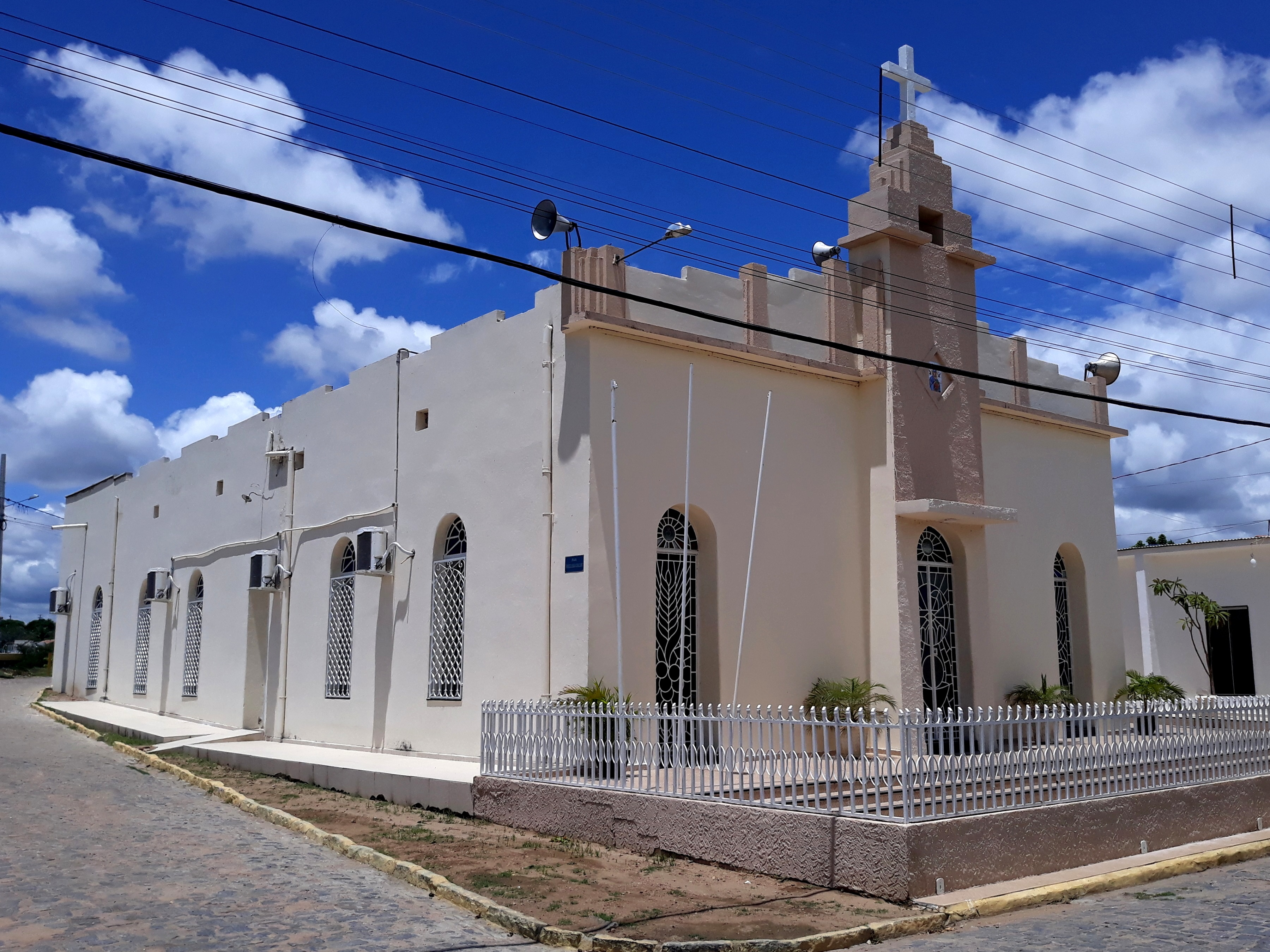
Igreja Matriz
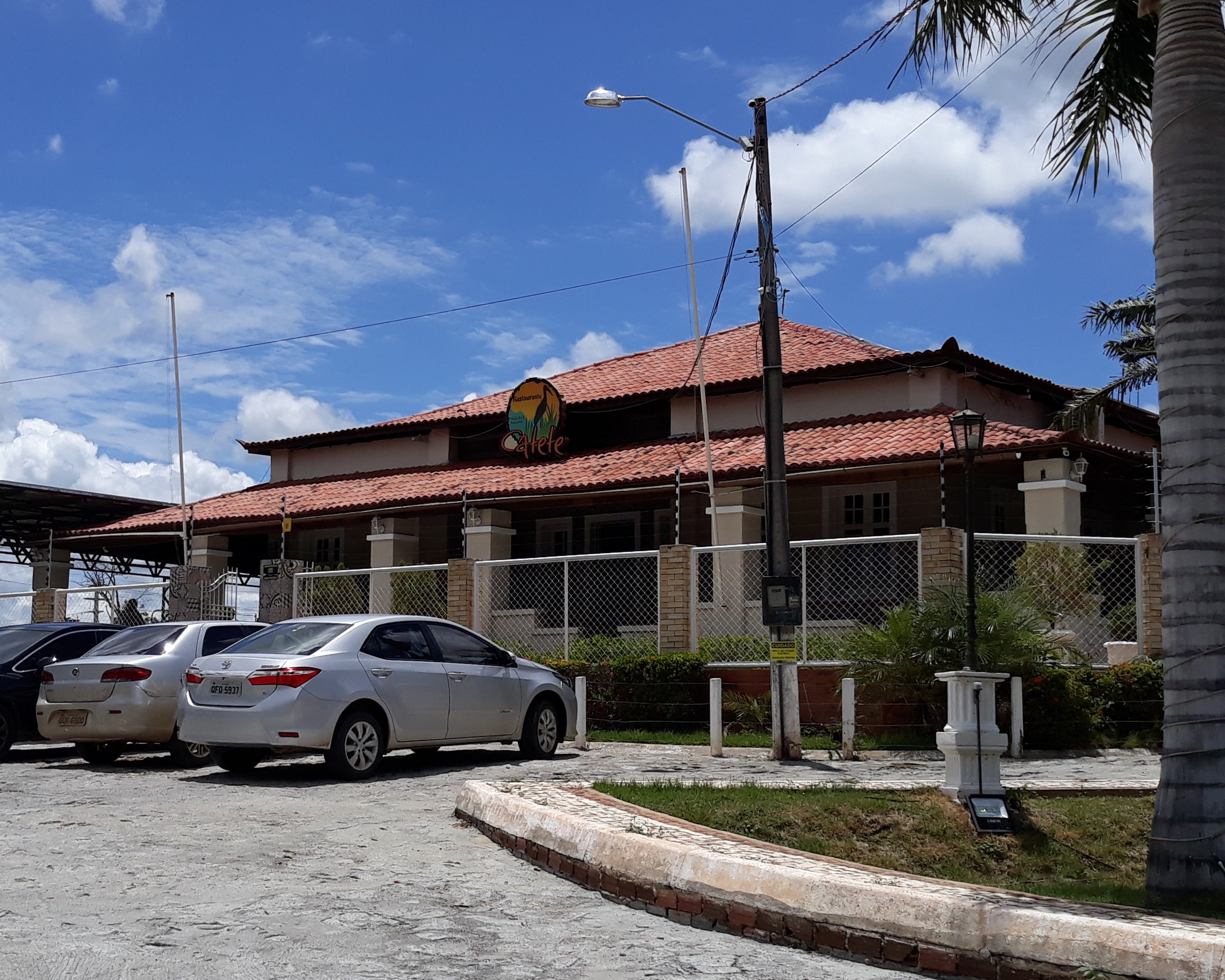
Restaurante Catete
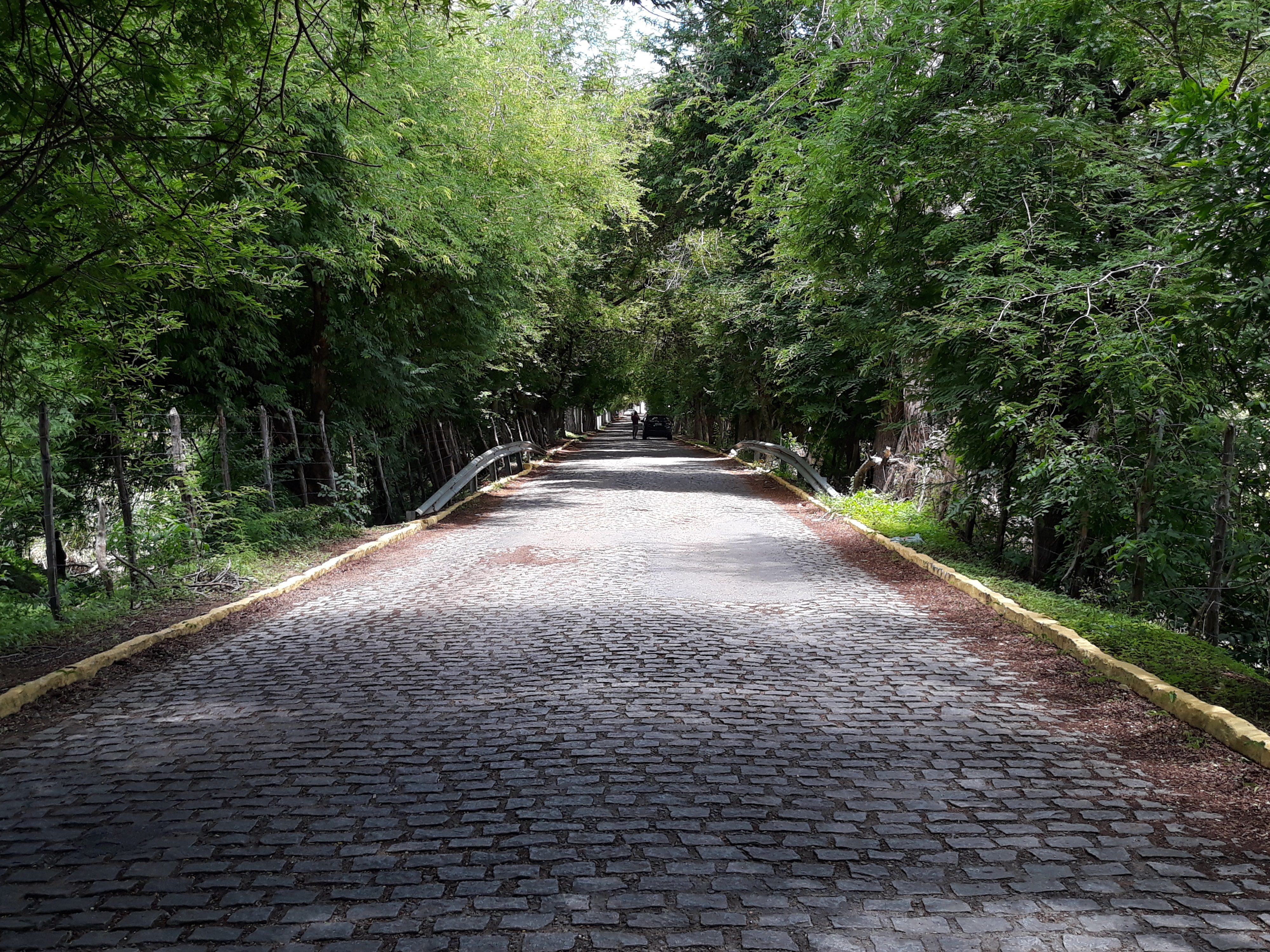
Túnel das Tamarineiras

## Clima
| Maiores acumulados de precipitação em 24 horas registrados em São Gonçalo por meses (INMET) | Maiores acumulados de precipitação em 24 horas registrados em São Gonçalo por meses (INMET) | Maiores acumulados de precipitação em 24 horas registrados em São Gonçalo por meses (INMET) | Maiores acumulados de precipitação em 24 horas registrados em São Gonçalo por meses (INMET) | Maiores acumulados de precipitação em 24 horas registrados em São Gonçalo por meses (INMET) | Maiores acumulados de precipitação em 24 horas registrados em São Gonçalo por meses (INMET) |
| Mês                                                                                         | Acumulado                                                                                   | Data                                                                                        | Mês                                                                                         | Acumulado                                                                                   | Data                                                                                        |
| ------------------------------------------------------------------------------------------- | ------------------------------------------------------------------------------------------- | ------------------------------------------------------------------------------------------- | ------------------------------------------------------------------------------------------- | ------------------------------------------------------------------------------------------- | ------------------------------------------------------------------------------------------- |
| Janeiro                                                                                     | 135 mm                                                                                      | 05/01/1994                                                                                  | Julho                                                                                       | 57,6 mm                                                                                     | 02/07/1979                                                                                  |
| Fevereiro                                                                                   | 162 mm                                                                                      | 06/02/1981                                                                                  | Agosto                                                                                      | 39,5 mm                                                                                     | 22/08/1949                                                                                  |
| Março                                                                                       | 127,7 mm                                                                                    | 28/03/1958                                                                                  | Setembro                                                                                    | 63,1 mm                                                                                     | 17/09/1964                                                                                  |
| Abril                                                                                       | 122,2 mm                                                                                    | 03/04/2008                                                                                  | Outubro                                                                                     | 93 mm                                                                                       | 08/10/1986                                                                                  |
| Maio                                                                                        | 192,6 mm                                                                                    | 06/05/2008                                                                                  | Novembro                                                                                    | 51,2 mm                                                                                     | 28/11/1949                                                                                  |
| Junho                                                                                       | 139,7 mm                                                                                    | 11/06/1971                                                                                  | Dezembro                                                                                    | 87,8 mm                                                                                     | 19/12/1989                                                                                  |
| Período: 1938-presente                                                                      |                                                                                             |                                                                                             |                                                                                             |                                                                                             |                                                                                             |

O clima de São Gonçalo é semiárido (do tipo Bsh na classificação climática de Köppen-Geiger), caracterizado pela distribuição irregular espacial e temporal das chuvas e sua escassez na maior parte do ano, temperaturas elevadas e elevados índices de evaporação. A estação chuvosa dura apenas cinco meses, entre janeiro e maio, com índice pluviométrico de 1 050 milímetros (mm) anuais, um dos maiores do semiárido brasileiro, enquanto a evaporação anual chega a ultrapassar os 2 000 mm. Com mais de 3 200 horas anuais de insolação, São Gonçalo é a localidade onde o Sol mais brilha em todo o Brasil.
Segundo dados do Instituto Nacional de Meteorologia (INMET), referentes ao período de 1961 a 1990 e a partir de 1994, a menor temperatura registrada em São Gonçalo foi de 12,2 °C em 27 de junho de 2008 e a maior atingiu 39,3 °C em 6 de novembro de 2015. Desde 1938 o maior acumulado de precipitação (chuva) registrado em 24 horas alcançou 192,6 mm em 6 de maio de 2008, superando os 162 mm registrados em 6 de fevereiro de 1981. O mês de maior precipitação foi março de 2008, quando foram registrados 657,9 mm, sendo o recorde anterior de 621,4 mm em março de 1960.
| Dados climatológicos para São Gonçalo | Dados climatológicos para São Gonçalo | Dados climatológicos para São Gonçalo | Dados climatológicos para São Gonçalo | Dados climatológicos para São Gonçalo | Dados climatológicos para São Gonçalo | Dados climatológicos para São Gonçalo | Dados climatológicos para São Gonçalo | Dados climatológicos para São Gonçalo | Dados climatológicos para São Gonçalo | Dados climatológicos para São Gonçalo | Dados climatológicos para São Gonçalo | Dados climatológicos para São Gonçalo | Dados climatológicos para São Gonçalo |
| Mês | Jan                                   | Fev                                   | Mar                                   | Abr                                   | Mai                                   | Jun                                   | Jul                                   | Ago                                   | Set                                   | Out                                   | Nov                                   | Dez                                   | Ano                                   |
| --- | ------------------------------------- | ------------------------------------- | ------------------------------------- | ------------------------------------- | ------------------------------------- | ------------------------------------- | ------------------------------------- | ------------------------------------- | ------------------------------------- | ------------------------------------- | ------------------------------------- | ------------------------------------- | ------------------------------------- |
| Temperatura máxima recorde (°C) | 38,4                                  | 38,3                                  | 38,2                                  | 37,6                                  | 37,2                                  | 36,6                                  | 37,2                                  | 37,7                                  | 38,5                                  | 38,8                                  | 39,3                                  | 39                                    | 39,3                                  |
| Temperatura máxima média (°C) | 33,6                                  | 32,6                                  | 32,1                                  | 31,6                                  | 31,2                                  | 31,3                                  | 31,9                                  | 33,2                                  | 34,7                                  | 35,4                                  | 35,4                                  | 34,7                                  | 33,1                                  |
| Temperatura média compensada (°C) | 27                                    | 26,4                                  | 26,1                                  | 25,9                                  | 25,6                                  | 25,1                                  | 25,5                                  | 26,5                                  | 27,6                                  | 27,9                                  | 28,2                                  | 27,8                                  | 26,6                                  |
| Temperatura mínima média (°C) | 22,3                                  | 21,9                                  | 22                                    | 21,8                                  | 21                                    | 19,5                                  | 19,2                                  | 19,9                                  | 20,9                                  | 21,5                                  | 22,1                                  | 22,1                                  | 21,2                                  |
| Temperatura mínima recorde (°C) | 16,2                                  | 17,2                                  | 17,2                                  | 16,6                                  | 15,3                                  | 12,2                                  | 12,6                                  | 13                                    | 14,6                                  | 17,2                                  | 15,8                                  | 15,3                                  | 12,2                                  |
| Precipitação (mm) | 163,2                                 | 163,5                                 | 252,9                                 | 181,4                                 | 124,4                                 | 37,8                                  | 21                                    | 10,7                                  | 2                                     | 9,9                                   | 12,2                                  | 71,2                                  | 1 050,2                               |
| Dias com precipitação | 10                                    | 10                                    | 14                                    | 12                                    | 9                                     | 4                                     | 3                                     | 2                                     | 1                                     | 0                                     | 1                                     | 5                                     | 71                                    |
| Umidade relativa compensada (%) | 69                                    | 73,7                                  | 76,1                                  | 76,6                                  | 73,3                                  | 64,6                                  | 56,1                                  | 51                                    | 49,6                                  | 54,4                                  | 56,8                                  | 62,9                                  | 63,7                                  |
| Insolação (h) | 261,7                                 | 235,2                                 | 253,3                                 | 248,8                                 | 253,6                                 | 251,8                                 | 262,8                                 | 291,6                                 | 294,9                                 | 315,6                                 | 303,6                                 | 283,7                                 | 3 256,6                               |
| Fonte: INMET – Instituto Nacional de Meteorologia (normal climatológica de 1981-2010; recordes de temperatura: 1961-1990 e 1994-presente) |                                       |                                       |                                       |                                       |                                       |                                       |                                       |                                       |                                       |                                       |                                       |                                       |                                       |